# Habenaria brevidens
Habenaria brevidens är en orkidéart som beskrevs av John Lindley. Habenaria brevidens ingår i släktet Habenaria och familjen orkidéer. Inga underarter finns listade i Catalogue of Life.

## Bildgalleri

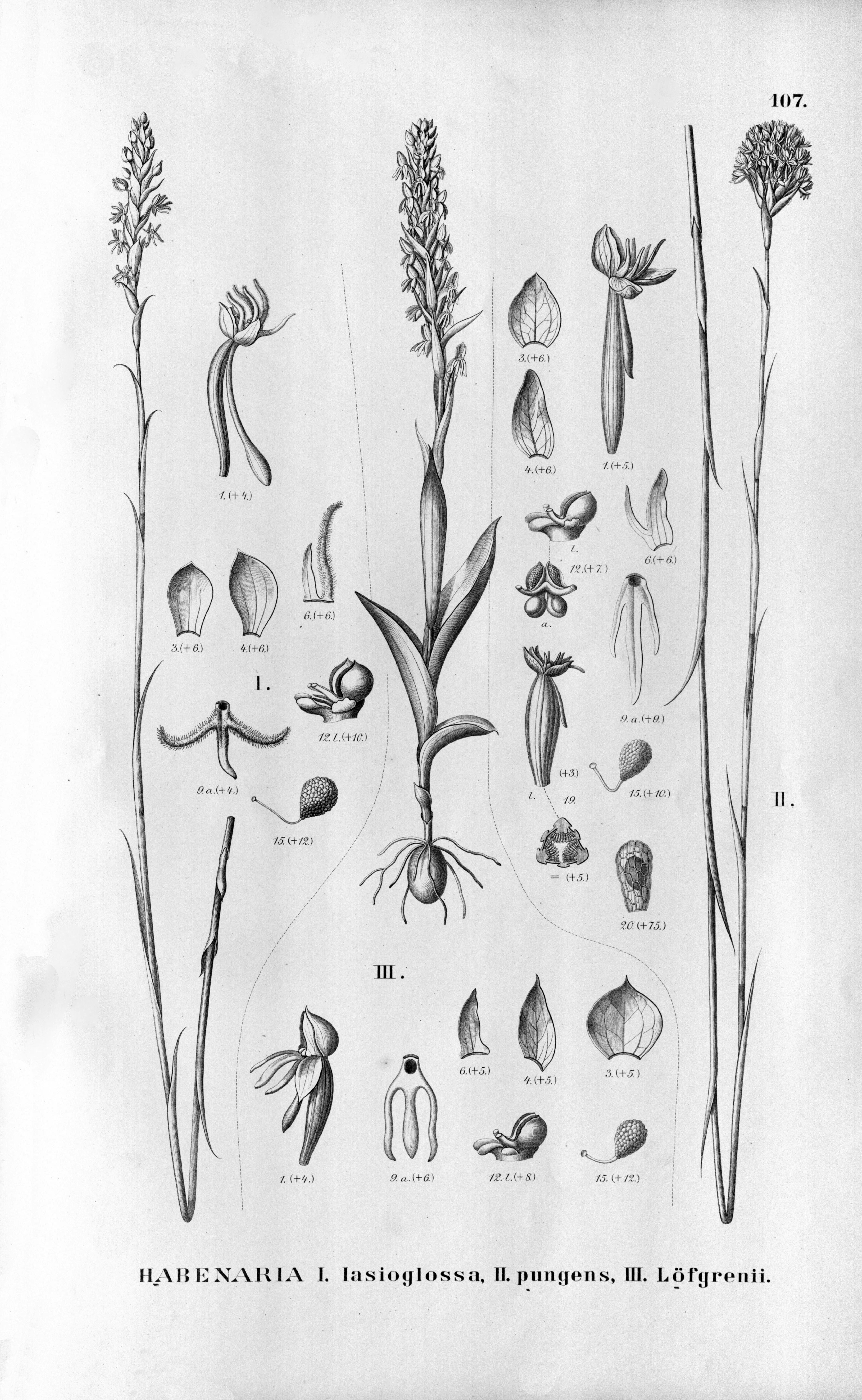